# Noah Bradley
Noah Bradley je americký umělec, známý především pro své dílo na kartách Magic: The Gathering  a jeho projekt The Sin of Man. Je poměrně známý v komunitě Reddit a má velkou sledovanost na většině velkých sociálních médií.
Do 18 let chtěl být programátorem nebo herním vývojářem s uměním jako koníčkem, ale "umění by byla ta vnitřně nejnáročnější věc, kterou jsem mohl najít, a tak jsem do toho šel." Po pěti letech umělecké školy se cítil být na dobré profesionální úrovni. Jeho umění je ovlivňováno cestováním, kterým tráví hodně času. Své první karty namaloval ručně, olejovými barvami, ale většina z novějších jsou dělány digitálně, kvůli časovým omezením. Měl představení na GenCon Indie 2013.
Jeho první zakázka od Wizards of the Coast, vývojářů Magic: The Gathering, byla sada karet pěti základních zemí, naproti obvyklé jedné nebo dvěma. První karty s jeho uměním byly vydáno v Magic 2013, a od té doby se ukázaly v každém rozšíření, a stejně tak i v Magic Online.